# Giesen
Pour les articles homonymes, voir Giesen (homonymie).
Giesen est une commune du district de Hildesheim en Basse-Saxe.

## Géographie

### Localisation
Giesen se situe au bord de la rivière Innerste. Le village est limitrophe des communes de Harsum, Hildesheim, Nordstemmen et Sarstedt. En octobre 2007, la rivière Innerste a provoqué des inondations dans les villages de Giesen (Klein Giesen) et Ahrbergen.

### Démographie
La commune de Giesen est constituée de 5 villages.
- Ahrbergen : 2.219 habitants
- Emmerke : 1.684 habitants
- Giesen : 3.401 habitants
- Groß Förste : 795 habitants
- Hasede : 1.606 habitants

### Superficie
- Ahrbergen : 7,2 km²
- Emmerke : 6,6 km²
- Giesen : 12,9 km²
- Groß Förste : 3,0 km²
- Hasede : 4,2 km²

## Histoire
La commune de Giesen est née le 1er mars 1974 de la fusion d´Ahrbergen, d´Emmerke, de Klein Giesen, de Groß Giesen, de Groß Förste et de Hasede. 

### Blason
Le blason a été créé en 1974 en même temps que la commune de Giesen. Il est composé d’éléments des blasons des 6 villages de la commune :
- Losanges rouges et arrière-plan jaune → Groß Giesen
- Fleur de lys → Klein Giesen
- Roue de moulin → Groß Förste
- Triangle → Hasede
- Barres inclinées → Emmerke
- Barre horizontale → Ahrbergen
- Arrière-plan vert → Hasede et Groß Förste
- Couleur argent → Groß Förste et Klein Giesen

### Différentes appellations
Les anciens noms du village sont les suivants :
- 1146 : Gesim
- 1147 : Jesen
- 1151 : Jesen
- 1193 : Gesem
- 1326 : Gysen
- 1360 : Groten Ghysen
- 1560 : Groβen Gisen
- 1760 : Groβ Giesen
- 1974 : Giesen (Klein Giesen et Groβ Giesen)

## Religion
Parmi la population actuelle de la commune de Giesen, nous pouvons distinguer : 
- 41 % de catholiques
- 31 % de protestants
- 28 % sont d´une autre confession ou n´ont pas de religion

## Politique
Le maire actuel de la commune de Giesen est Andreas Lücke. Il appartient à l´Union Chrétienne Démocrate.
La commune est jumelée avec Chabanais (France, Charente) depuis 1976.

## Économie

### Transports
La gare d´Emmerke est desservie par la ligne S 4 du S-Bahn (réseau express régional) de Hanovre et par la compagnie privée Nordwestbahn. 
Les différents villages de la commune de Giesen sont reliés entre eux et aux villes de Sarstedt et Hildesheim par des bus de la RVHI (Regionalverkehr Hildesheim). 
L'ancien tramway a été abandonné en 1958. Les routes nationales 1 et 6 desservent la commune de Giesen et ses alentours.

### Entreprises
La plus grande entreprise a longtemps été  la « Kali und Salz AG » qui produisait de la potasse. Cependant, son activité est actuellement interrompue. La reprise de cette activité est en cours de discussion.
La société Mettler Toledo Garvens qui fabrique des balances emploie plus de 160 personnes.
L´entreprise Völsing est connue comme un des principaux fabricants d´urnes européens.

## Équipements et services publics

### Éducation
La commune de Giesen dispose de 4 écoles pour 5 villages : Ahrbergen, Emmerke, Giesen et Hasede.

### Services sociaux
Il existe différentes infrastructures pour les personnes âgées dans la commune de Giesen. En effet, il y a une maison de retraite et de soins avec 72 places et une résidence de 24 logements pour seniors. La maison de retraite emploie environ 60 personnes.

## Culture et patrimoine

### Églises
- Église Catholique Maria Mutter – Ahrbergen
- Église Catholique St Peter et Paul – Ahrbergen
- Église Catholique St Martinus – Emmerke
- Église Catholique St Pankratius – Groß Förste
- Église Catholique St Vitus – Groß Giesen
- Église Catholique St Andreas – Hasede
- Église Catholique St Martin – Klein Giesen
- Église Évangelique Friden – Ahrbergen
- Église Évangélique St Paulus – Hasede

### Musées
- Heimatmuseum Giesen – Rathausstraße 42
- Heimatmuseum Ahrbergen – Krugstraße 4

## Sport
Bien que Giesen soit un petit village, le club masculin de volleyball TSV Giesen (de) appartient à la Bundesliga.